# Hladnikia pastinacifolia
Hladnikia pastinacifolia är en växtart som är ensam art i släktet Hladnikia i familjen flockblommiga växter.
Arten är en tvåårig eller perenn ört som förekommer i västra Slovenien. Den beskrevs av Heinrich Gottlieb Ludwig Reichenbach 1831.